# Martin Schmidt (labdarúgó)
Martin Schmidt (Naters, Wallis kanton, 1967. április 12. –) svájci labdarúgó és edző.

## Pályafutása
Játékos pályafutása nem mondható számottevőnek, 1976-tól 1998-ig az FC Naters-nél játszott szülővárosában, velük a svájci hetedosztályból a harmad-, majd a másodosztályba jutott. Ezt követően 2001-ig az FC Raron játékosa volt. Mielőtt edzőnek állt, autószerelőként dolgozott.
Itt kezdte edzői pályafutását is, majd átvette az FC Thun második csapatának irányítását.  2010. március 30-án három évre szóló szerződést írt alá a német harmadosztályban szereplő Mainz 05 II-vel. 2013. február 21-én két évvel meghosszabbította a szerződését. 2015. február 17-én, Kasper Hjulmand menesztését követően őt nevezték ki a Bundesligában szereplő Mainz 05 élére. 2015. április 21-én a szerződést 2018 nyaráig meghosszabbították, de 2017. május 22-én bejelentették, hogy a klub felbontotta a szerződését.
2017. szeptember 18-án a VfL Wolfsburg őt nevezte ki Andries Jonker utódjának. Irányításával a csapat tizenkilenc bajnokin három győzelem mellett tizenegy döntetlent és öt vereséget ért el, majd Schmidt 2018. február 19-én lemondott pozíciójáról.
2019. április 19-én az Augsburg vezetőedzője lett. 2020. március 8-i Bayern München ellen hazai mérkőzésen elszenvedett 2–0-s vereség után másnap az Augsburg vezetősége menesztette.

## Külső hivatkozások
- Profilja a scoreway.com-on